# Eduardo Sanabria
Eduardo Sanabria (Caracas, Venezuela, 1970), conocido artísticamente como EDO Sanabria, es un artista contemporáneo venezolano-estadounidense. Su obra conecta historias universales y raíces culturales a través del arte pop y técnicas innovadoras. A lo largo de su carrera, ha trabajado con diversos medios, incluyendo ilustración, dibujo, escultura, acrílicos, instalaciones y muralismo urbano.
Sanabria inició su carrera como humorista gráfico en 1994, publicando en los principales diarios de Venezuela. En 2008, expandió su enfoque hacia las artes plásticas, desarrollando un estilo neo-figurativo influenciado por artistas como Andy Warhol, Henri Matisse y Pablo Picasso. Su trabajo ha sido exhibido en ciudades como Nueva York, Miami, Milán, Tokio, Seúl y Mónaco, consolidando su presencia en el ámbito internacional.

## Trayectoria Artística
Inicios en el humor gráfico (1994-2008)
Sanabria es considerado uno de los grandes referentes del humor gráfico en Venezuela. Su trayectoria en este ámbito comenzó en 1994, en las páginas de algunos de los periódicos más importantes de Venezuela, tales como El Nacional y El Mundo. Su capacidad para la crítica social y el análisis político le valieron importantes reconocimientos, incluyendo el Premio Pedro León Zapata en 2005 y 2008. 

#### Transición al arte pop y artes plásticas (2008-presente)
A partir de 2008, Sanabria comenzó a enfocarse en el arte pop contemporáneo. Al igual que artistas como Andy Warhol y Carlos Cruz-Diez, quienes también iniciaron sus carreras como dibujantes, EDO evolucionó hacia una propuesta artística más amplia, incorporando nuevas expresiones, técnicas y formatos a su práctica.
Su cuarta exposición, Conductores de un país, marcó un punto de inflexión en su carrera, impulsándolo a trasladarse a Miami. Desde entonces, ha desarrollado un lenguaje visual distintivo y ha explorado técnicas como la encapsulación en acrílico, la construcción de esculturas de doble perspectiva y la pintura en gran formato.
Su trabajo se caracteriza por la reinterpretación de íconos culturales y figuras históricas, combinando elementos de la cultura popular con referencias artísticas clásicas. Además, ha explorado la conexión entre el arte y la gastronomía, con obras que rinden homenaje a la identidad culinaria latinoamericana.

Actualmente, reside en Miami, donde continúa produciendo arte y desarrollando proyectos en una gama cada vez más amplia de técnicas y medios, desde murales urbanos de gran escala y publicaciones editoriales hasta piezas que fusionan elementos tridimensionales, texturas, materiales y diversos estilos pictóricos.

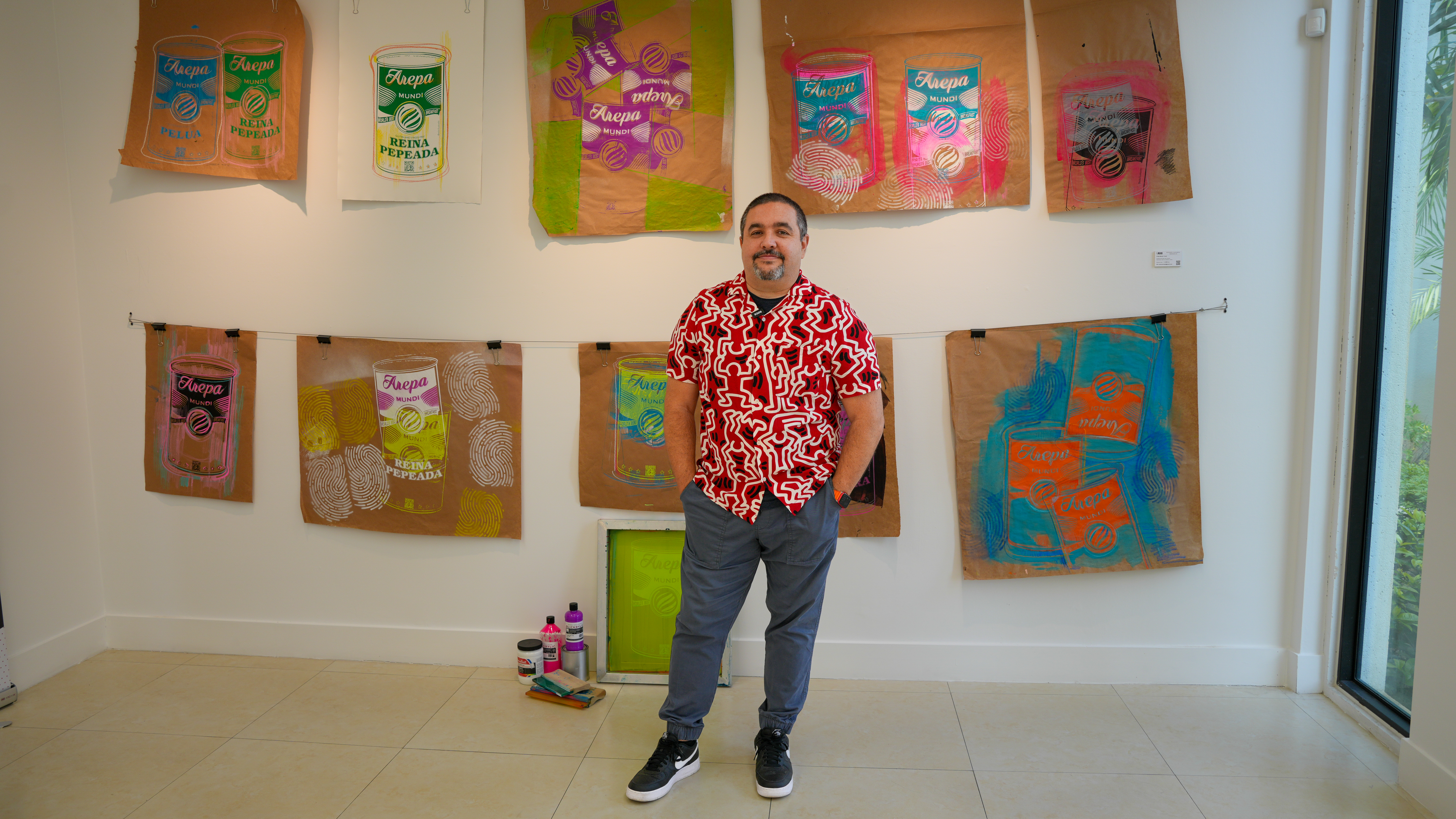
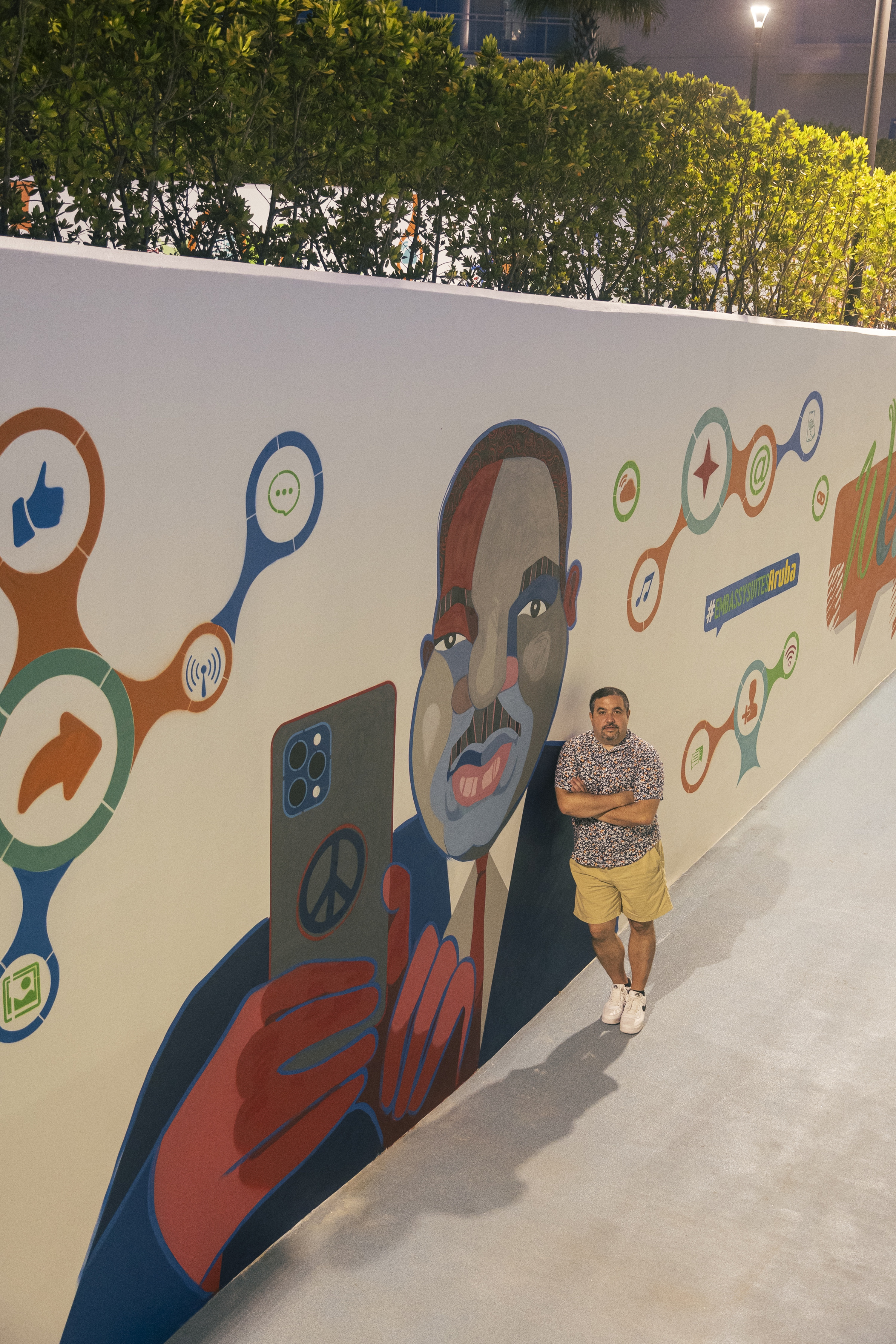
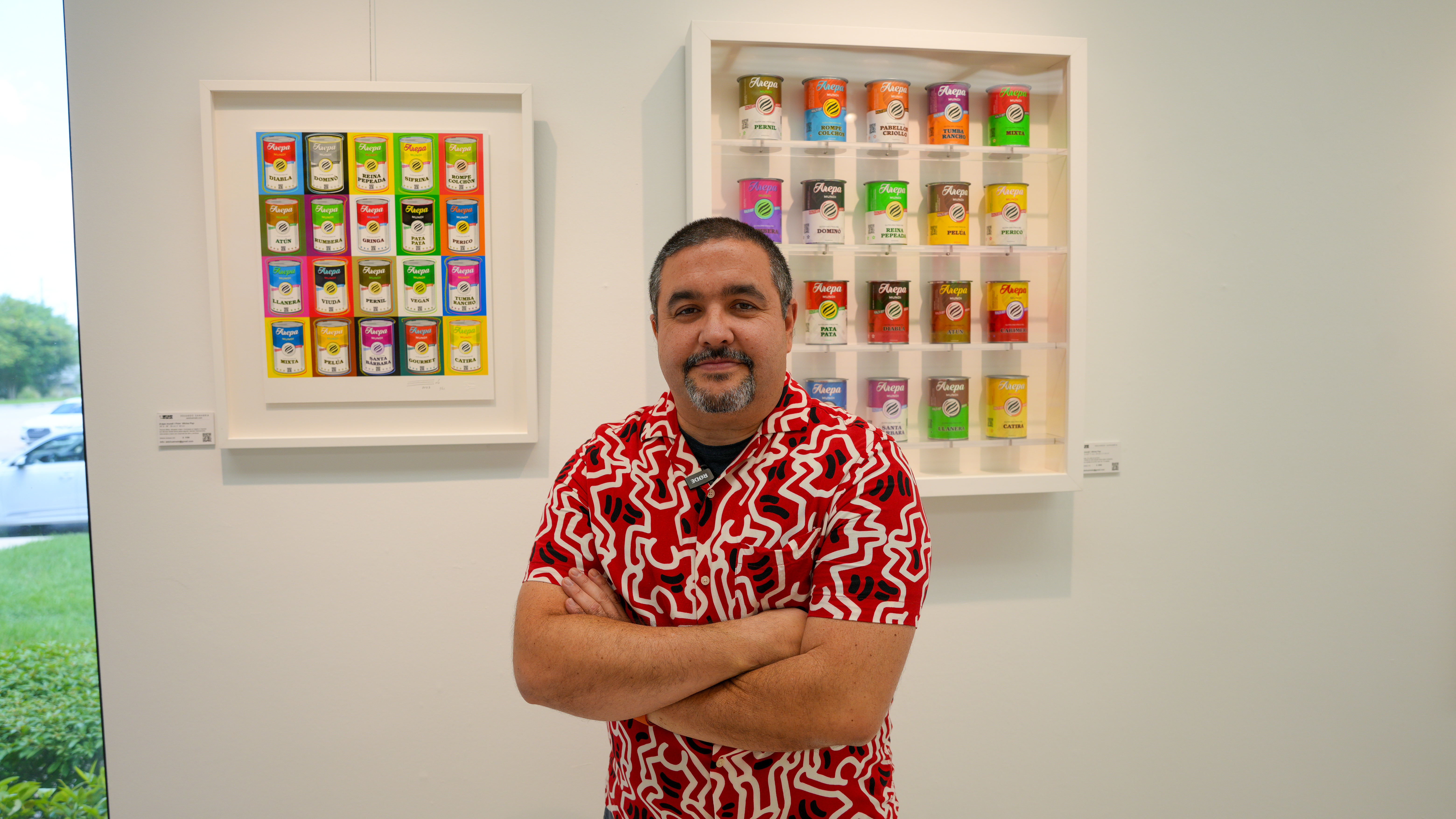
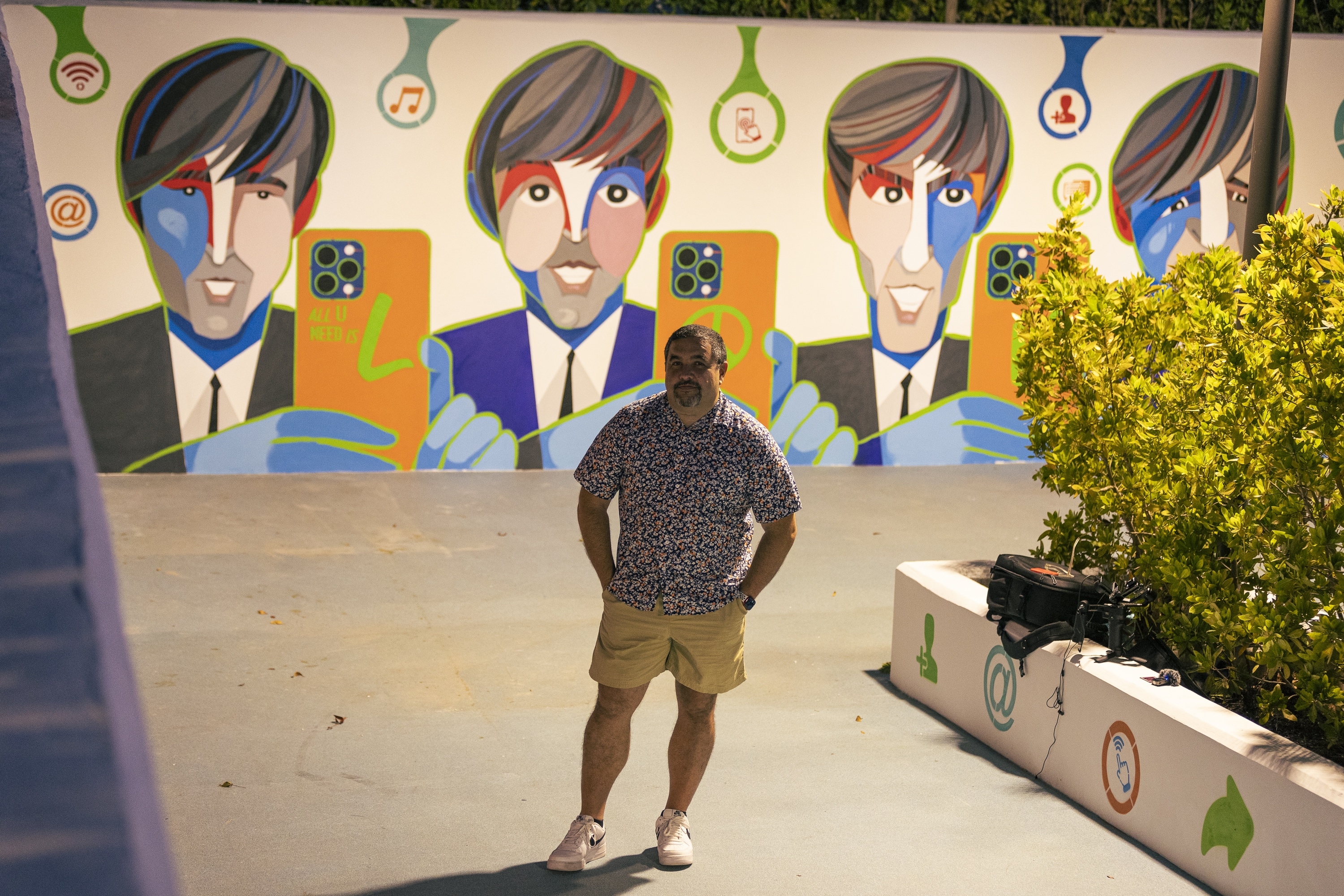
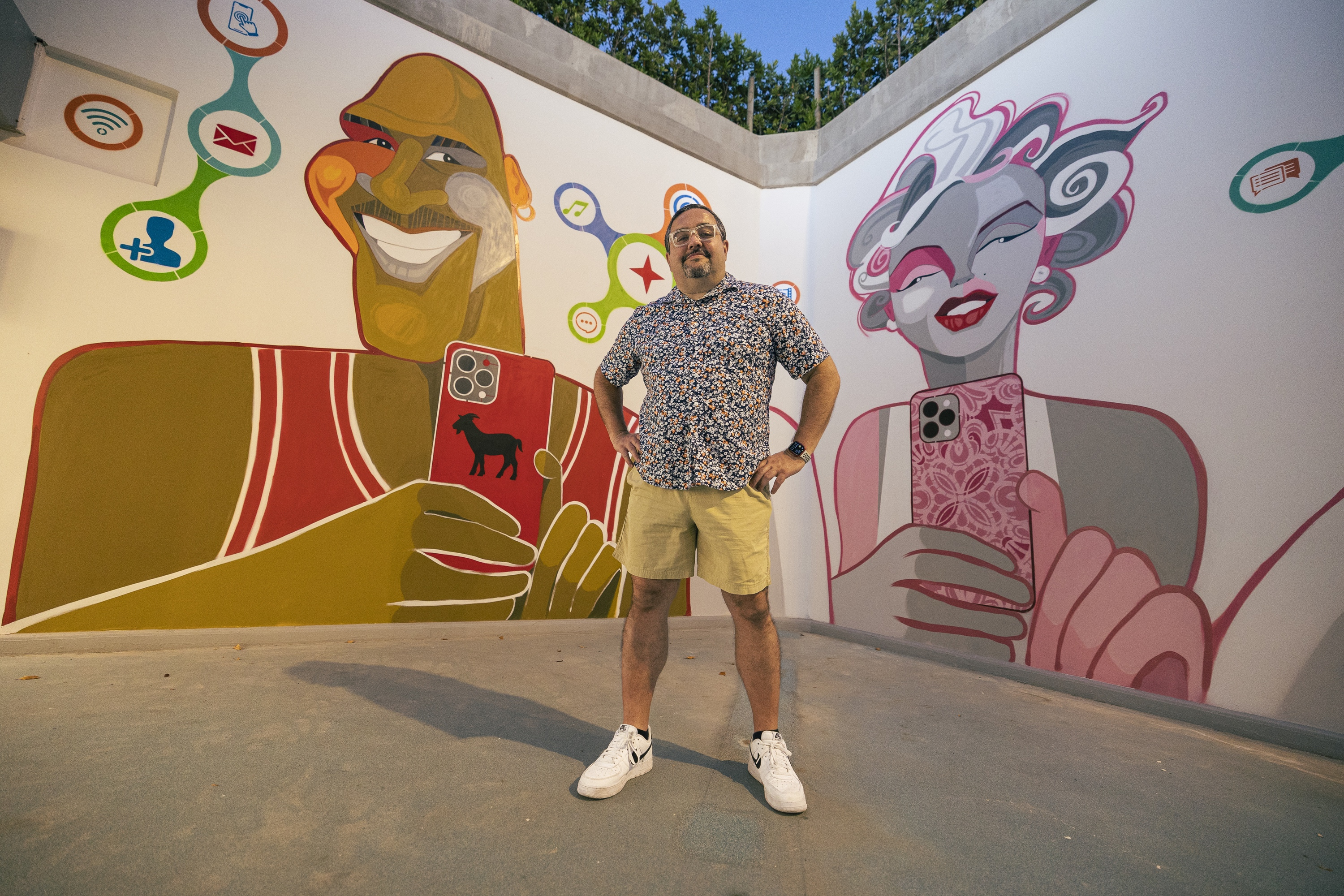

## Reconocimientos
- Reconocimiento Institucional “Don Ramón Imery”. Consecomercio (2013).
- Certificado Miembro Honorario. Conferencia Venezolana de Comunicación Social CVC (2008).
- Participación catálogo World Press Cartoon. Sintra, Portugal (2012).
- Participación catálogo World Press Cartoon. Sintra, Portugal (2011).
- Premio Pedro León Zapata Mejor Caricaturista de la Prensa Venezolana. Diario El Nacional (2008).
- Pluma de Oro como Mejor Caricaturista. Primer Salón del Humorismo Gráfico. Feria Iberoamericana de Arte (2007).
- Premio “Unicef Cuenta Contigo”. Equipo Cadena Tricolor Unicef, Naciones Unidas (2005).
- Premio Pedro León Zapata Mejor caricaturista de la Prensa Venezolana. Diario El Nacional (2005)

## Exhibiciones
- Love Pop. Exhibición Permanente. Wingate Miami Airport. Miami, Florida. (2016-2023)
- Arepa Mundi, Cultura de Masas. Miami International Fine Arts. Miami, Florida (2023)
- Love Pop. Next Level. Doral Contemporary Art Museum. Doral, Florida(2021)
- Love Pop. Miramar Cultural Center. Miramar, Florida. (2020)
- Love Pop. Art Space 8 Gallery. Chicago, Illinois (2019)
- Love Pop. Galería Hernández. Milán, Italia (2018)
- Love Pop. Art Center Miami Gallery. Windwood Art District. Miami, Florida. (2018)
- ICONS. Art Center Miami Gallery. Windwood Art District. Miami, Florida. (2016)
- Venezuela Portátil. White's Art Gallery. Miami. FL (2015)
- ICONS. Irreversible Projects. Seafair. Bayfront Park. Miami, Florida. (2015)
- Pop Icons. Jorge Hulian Gallery. Miami Beach. Miami, Florida. (2015)
- Icons 2. Hotel Aloft. Doral, Florida. (2015)
- Conductores de un País 2. Galería Utopía 19. El Hatillo, Caracas. (2014)
- Icons. Galería Utopía 19. El Hatillo, Caracas (2013)
- Icons. Galería Hernández. Milán. (2013)
- Momentos vinotinto. Teatrex. El Bosque, Caracas. (2013)
- Top 10. Galería Utopía 19. El Hatillo, Caracas. (2013)
- Global Caricatures. Galería Bellarte. Seúl. (2012)
- Caricaturas de aquí y de allá. Galería Punto de Arte. Caracas. (2011)
- Caricaturas de aquí. Ateneo de Caracas. Caracas. (2011)
- Trazos y gestos a la carta. Bucare. Caracas. (2011)
- Caricaturas de aquí y de allá. Ciudad Banesco. Caracas. (2011)
- Caricaturas: líneas y colores de una Venezuela posible. Feria Iberoamericana de Arte. Caracas. (2010)
- “Tierra Nuestra” presidentes venezolanos. Galería D Museo. Caracas. (2009)
- Caricaturas Globales. Alianza Francesa de Chacaito. Caracas. (2008)

## Publicaciones
- Un Santo Trotamundos. Publicación autónoma (2025).
- Al norte del Sur. Publicación autónoma junto a Gerardo Guarache (2025).
- Crónica, Patria Y POP. Publicación autónoma (2021).
- Influencers 2020. Publicación autónoma (2021).
- PIXELZUELA. Publicación autónoma (2021).
- Conductores de un País 2. Publicación autónoma (2019).
- Historieta de Venezuela. Publicación autónoma junto a Laureano Márquez. (2018).
- Así es la Vía /Caricaturas y Humor gráfico. Fundación Seguros Caracas/ Liberty Mutual (2013).
- Rumbo a la libertad. Cómic. Espacio Anna Frank (2013).
- Lucía La Pelota. Ilustraciones. Ediciones B (2011).
- Los Imposibles 5. Caricaturas. Ediciones B (2012).
- HUMOR-ES EDO 3. Publicación Cadena Capriles (2012).
- HUMOR-ES EDO 2. Publicación Cadena Capriles (2010).
- HUMOR-ES EDO 1. Publicación Cadena Capriles (2008).